# Tapa (gemeente)
Tapa (Estisch: Tapa vald) is een gemeente in de Estlandse provincie Lääne-Virumaa. De gemeente telde 11.082 inwoners op 1 januari 2023 en heeft een oppervlakte van 479,70 vierkante kilometer. De hoofdplaats is de stad Tapa.
De gemeente heeft vier spoorwegstations: Jäneda en Lehtse aan de spoorlijn Tallinn - Narva, het spoorwegknooppunt Tapa en Tamsalu aan de spoorlijn van Tapa naar Tartu. Bij de stad Tapa ligt een vliegveld, dat vroeger een basis van de Sovjetluchtmacht was, maar nu dient als oefenterrein voor het Estische leger.

## Geschiedenis
In 2005 fuseerde de toenmalige stadsgemeente Tapa (Tapa linn) met de gemeenten Lehtse (die daarmee overging van de provincie Järvamaa naar de provincie Lääne-Virumaa) en Saksi, tot de landgemeente Tapa. In 2017 werd de gemeente Tamsalu bij Tapa gevoegd.

## Plaatsen in de gemeente
De gemeente heeft:
- twee steden (linnad): Tapa en Tamsalu;
- één vlek (alevik): Lehtse;
- 55 dorpen (külad): Aavere, Alupere, Araski, Assamalla, Imastu, Jäneda, Järsi, Järvajõe, Jootme,  Kadapiku, Kaeva, Karkuse, Kerguta, Koiduküla, Koplitaguse, Kõrveküla, Kuie, Kullenga, Kursi, Kuru, Läpi, Läste, Lemmküla, Linnape, Loksa, Loksu, Lokuta, Metskaevu, Moe, Naistevälja, Näo, Nõmmküla, Patika, Piilu, Piisupi, Põdrangu, Porkuni, Pruuna, Rabasaare, Rägavere, Räsna, Raudla, Saiakopli, Saksi, Sauvälja, Savalduma, Tõõrakõrve, Türje, Uudeküla, Vadiküla, Vahakulmu, Vajangu, Vistla, Võhmetu en Võhmuta.

Tot 20 september 2021 had de gemeente nog een tweede vlek: Sääse. Op die dag werd Sääse bij de stad Tamsalu gevoegd.
- Virtual International Authority File: 173192259

Stadsgemeente: Rakvere

Landgemeenten: Haljala · Kadrina · Rakvere vald · Tapa · Väike-Maarja · Vinni · Viru-Nigula